# 이정형 (배우)
이정형(1990년 2월 8일 ~ )은 대한민국의 배우이다.

## 학력
- 한국예술종합학교 연극원 연기과 학사

## 출연작

### 영화
- 《귀문》 (2021년) - 태훈 역
- 《마녀》 (2018년) - dr.백 경호원 1 역

### 드라마
- 《KBS 드라마 스페셜 - 연애의 흔적》 (2020년, KBS2)
- 《제발 그 남자 만나지 마요》 (2020년, MBC Every1)
- 《펜트하우스》 (2020년, SBS)